# Церква Покрови Пресвятої Богородиці (Тернопіль, Кутківці)
Церква Покрови Пресвятої Богородиці — українська греко-католицька церква у місті Тернополі. Належить до парафії Покрови Пресвятої Богородиці деканату Тернопіль-Центр Тернопільсько-Зборівської архієпархії УГКЦ.
До парафії належить близько 700 осіб.

## Історія
Храм розташований у старій частині мікрорайону Кутківці.
Храм було збудовано у 1858 році за сприяння фундатора Тадея Туркула, єрея о. Василя Комарницького та пожертви парафіян.
Розпис храму та іконостас виконали художники з міста Бережани під керівництвом Ярослава Крука у 1991 році.
До 1946 року парафія та храм належали УГКЦ. У 1946 року після так званого Львівського Собору церкву захопила Російська Православна Церква.
З 1990 року після виходу Української Греко-Католицької Церкви з підпілля знову належить греко-католикам. У 1990 році парафію очолив о. Павло Репела. Від свята Покрови 1992 року — о. Корнелій Івашків, призначений грамотою єпископа Михаїла (Сабриги). Отець Корнилій очолює парафію донині.
Єпископські візитації парафії у 1994 та 1998 роках здійснив владика Михаїл (Сабрига), у 2008 році з нагоди 150-ліття храму — владика Василій (Семенюк).
На церковному подвір'ї є фігура Покрови Пресвятої Богородиці і хрест, присвячений братству тверезості. Неподалік від церкви є фігура Матері Божої.
На парафії є проборство, збудоване за кошти і пожертви парафіян.

## Життя парафії
При парафії діють спільноти:
- братство Матері Божої Неустанної Помочі (засноване 1995 р.);
- Вівтарне братство;
- Марійська дружина (заснована 2000 р.);
- братство «Апостольство молитви»;
- спільнота «Матері в молитві».

У 2012 році в парафії відбулося 4 хрещення, 3 вінчання, 14 похоронів.